# Chavannes (Cher)
Chavannes – miejscowość i gmina we Francji, w Regionie Centralnym, w departamencie Cher.
Według danych na rok 1990 gminę zamieszkiwało 160 osób, a gęstość zaludnienia wynosiła 7 osób/km² (wśród 1842 gmin Regionu Centralnego Chavannes plasuje się na 977. miejscu pod względem liczby ludności, natomiast pod względem powierzchni na miejscu 563.).